# Lisa Boattin
Lisa Boattin (Portogruaro, 3 mei 1997) is een voetbalspeelster uit Italië. Ze speelt als verdediger voor Houston Dash in de Amerikaanse NWSL.

## Clubcarrière
Boattin maakte haar profdebuut in 2011 voor Venezia. Voor deze club debuteerde ze in de Serie A. In het volgende seizoen stapte ze over naar A.C.F. Graphistudio Pordenone. In juli 2014 tekende Boattin een contract bij Brescia.
Sinds 2017 komt Boattin uit voor Juventus FC. In november van hetzelfde jaar maakte ze haar eerste doelpunt voor deze club vanaf de penaltystip tegen Res Roma. Ze kwam tweemaal in actie in de Champions League in het seizoen 2018/19 voor Juventus. In dat seizoen wist Boattin met Juventus eveneens de finale van de Coppa Italia te behalen. Door ACF Fiorentina met 2-1 te verslaan, ging de beker mee naar Turijn. In mei 2019 verlengde Boattin haar contract bij Juventus tot medio 2021. In het seizoen 2020/21 begon ze iedere wedstrijd in de basis en werd ze landskampioen van de Serie A. Ook werd Boattin persoonlijk verkozen door de fans tot 'speelster van het seizoen'. Op 15 juli 2021 verlengde Boattin haar aflopende contract tot 2023. Op 30 januari 2022 wist Boattin direct vanuit een hoekschop tot scoren te komen in een Coppa Italia-wedstrijd tegen FC Inter Milaan. In 2022 werd Boattin uitgeroepen tot 'speelster van het jaar' in de Serie A.
In augustus 2025 maakte Boattin voor een transfersom van $115.000 de overstap naar het Amerikaanse Houston Dash.

## Statistieken
| Seizoen | Club                       | Land             | Competitie | Wedstrijden | Doelpunten |
| ------- | -------------------------- | ---------------- | ---------- | ----------- | ---------- |
| 2011/12 | Brescia                    | Italië           | Serie A    | 23          | 0          |
| 2012/13 | ACF Graphistudio Pordenone | Italië           | Serie A    | 24          | 1          |
| 2013/14 | ACF Graphistudio Pordenone | Italië           | Serie A    | 22          | 0          |
| 2014/15 | Brescia                    | Italië           | Serie A    | 13          | 1          |
| 2015/16 | Brescia                    | Italië           | Serie A    | 13          | 0          |
| 2016/17 | SSD Hellas Verona          | Italië           | Serie A    | 19          | 5          |
| 2017/18 | Juventus FC                | Italië           | Serie A    | 22          | 3          |
| 2019/20 | Juventus FC                | Italië           | Serie A    | 16          | 0          |
| 2020/21 | Juventus FC                | Italië           | Serie A    | 22          | 0          |
| 2021/22 | Juventus FC                | Italië           | Serie A    | 19          | 6          |
| 2022/23 | Juventus FC                | Italië           | Serie A    | 20          | 2          |
| 2023/24 | Juventus FC                | Italië           | Serie A    | 23          | 2          |
| 2024/25 | Juventus FC                | Italië           | Serie A    | 15          | 1          |
| 2015/26 | Houston Dash               | Verenigde Staten | NSWL       | 0           | 0          |
| Totaal  | Totaal                     | Totaal           | Totaal     | 266         | 21         |

Laatste update: 11 augustus 2025

## Interlandcarrière
Boattin maakte in 2016 haar debuut voor het Italiaans voetbalelftal. Ze kwam in twee wedstrijden in actie tijdens de kwalificatiereeks voor het WK 2019.
In mei 2019 werd Boattin opgenomen in de Italiaanse selectie voor op het WK 2019. Ze was daarmee een van de acht speelsters van Juventus FC in de Italiaanse selectie.
In 2022 was ze ook onderdeel van de Italiaanse selectie op het EK 2022 in Engeland. Italië werd hier uitgeschakeld in de groepsfase. Boattin kwam ook in actie tijdens de kwalificatiereeks voor het EK 2023. Op 6 september 2021 maakte ze haar eerste interlanddoelpunt, waarmee ze de 2-0 maakte en daarmee de zege op Roemenië bezegelde. Door deze overwinning plaatste Italië zich voor het WK 2023 in Australië en Nieuw-Zeeland. Hier was de groepsfase opnieuw het eindstation voor Italië na een nederlaag tegen Zuid-Afrika.
Boattin werd in 2025 opgenomen in de Italiaanse selectie voor op het EK 2025 in Zwitserland.

## Persoonlijk
Boattin werd geboren in Portogruaro, Veneto. Ze heeft een relatie met de Zweedse voetbalspeelster Linda Sembrant.